# Кинофестиваль в Жерармере 2003 года
X Международный фестиваль фантастических фильмов в Жерармере (Festival de Gérardmer — Fantastic’Arts 10eme edition) проходил в департаменте Вогезы (Франция) с 29 января по 2 февраля 2003 года. Тема фестиваля этого года -
«Страх», чему были посвящены ретроспективы фильмов и специальный семинар.

## Жюри
- Уильям Фридкин — президент
- Надя Фарэ
- Катрин Жакоб
- Сами Буаджила
- Жан-Кристоф Гранже
- Сэм Карманн
- Чеки Карио
- Самуэл Ле Биан
- Винченцо Натали
- Жаклин Биссет

## Лауреаты
- Гран-при — «Тёмные воды» (Honogurai mizu no soko kara aka Dark Waters), Япония, 2002, режиссёр Хикео Наката
- Специальный приз жюри:
  -  «Город проклятых» (Gathering, The), 2002, режиссёр Брайан Гилберт
  - «Книга теней» (Maléfique), Франция, 2002, режиссёр Эрик Валетт
- Приз молодёжного жюри — «Тёмные воды» (Honogurai mizu no soko kara aka Dark Waters), Япония, 2002, режиссёр Хикео Наката
- Приз критики — «Тёмные воды» (Honogurai mizu no soko kara aka Dark Waters), Япония, 2002, режиссёр Хикео Наката
- Приз зрительских симпатий «Mad Movies», —  «2009: Утраченные воспоминания» (2009: Lost Memories), 2002, режиссёр Ли Симён
- Приз «Première» — «Мэй» (May), США, 2002, режиссёр Лаки Макки